# Ворен Фрост
Ворен Фрост (Њуберипорт; 5. јун 1925 — 17. фебруар 2017) је био амерички глумац. Његов рад је углавном био у позоришту, али је радио на филмовима и телевизији спорадично од 1958. Познат је по телевизијским улогама у филмовима Метлок и Сајнфелд, а посебно као доктор Хејворд у Твин Пиксу, серији коју је заједно креирао са његовим сином Марком Фростом. Такође се појављивао у филмовима, као што су Психо IV: Почетак (1990) и Штанд (1994).

## Рани живот
Фрост је рођен 1925. у Њуберипорту у Масачусетсу, а одрастао је у Бронксу и Есекс Џанкшн, Вермонт. Са 17 година се пријавио у морнарицу Сједињених Држава током Другог светског рата, и служио је у пратњи разарача УСС Борум (ДЕ-790) у Европи током искрцавања у Нормандији. У доби од 21 године, уписао је енглески језик на Мидлбури Колеџу у Вермонту.

## Глумачка каријера
Фрост је већи део своје каријере провео у Твин Цитису, предајући на Универзитету у Минесоти и служећи као уметнички директор позоришта  у Сент Полу. Имао је малу, али незаборавну улогу у филмској адаптацији Кланица пет (1972), која је снимана у области Минеаполиса.
Фростов рад у Холивуду у емисијама као што су Твин Пикс и Метлок био је у суштини његова друга каријера, након што се повукао из подучавања и режије. Имао је 60 година када га је његов син Марк, ко-креатор Твин Пикса са Дејвидом Линчем, дао за улогу др Вила Хејворда. Фрост се појавио у тридесет епизода серије и поновио улогу у играном филму Твин Пикс: Ватро ходај са мном иако су његове сцене биле исечене. Његово појављивање у Твин Пиксу довело је до понављања улоге у правној драми Метлок.
У ТВ серији Метлок играо је Билија Луиса.
У ТВ серији Сајнфелд играо је Хенрија Роса, оца Сузан Рос, веренице Џорџа Костанце. Његову жену на екрану у Сајнфелду глумила је његова колегиница из Твин Пикса, Грејс Забриски.
Фрост се вратио да игра Дока Хејворда у оживљеној серији Твин Пикс, која је почела да се емитује у мају 2017. године.

## Приватни живот и смрт
Фрост се оженио Мери Вирџинија Калхун 1949. и био је отац романописца, телевизијског сценаристе и продуцента Марка Фроста, глумице Линдзи Фрост и писца Скота Фроста. Био је деда бејзбол играча Лукаса Ђолита и глумца Кејсија Ђолита. Има и унука од најстаријег сина Марка.
Фрост је преминуо у свом дому у Мидлберију, Вермонт, 17. фебруара 2017, после дуге болести у 91. години. Био је кремиран.